# Archan (Bouriatie)
Archan (en russe : Аршан et en bouriate en écriture cyrillique : Аршаан) est un village ainsi qu'une station balnéaire et thermale de la république de Bouriatie, dans le raïon de la Tounka en Russie. Sa population s'élevait à 2 511 habitants en 2022. Le village forme intégralement la municipalité rurale du même nom.

## Toponyme
Le nom du village en bouriate, Arshan, signifiant eau curative vient du mot sanskrit rashiani, qui veut dire nectar (dans le sens de la boisson des dieux). L'endroit a été nommé ainsi car les premiers bouddhistes arrivés à Archan ont donné aux sources thermales une valeur curative à cause de leur bienfaits.

## Géographie

### Situation et relief
Archan se situe dans la partie occidentale de la Bouriatie, dans le sud de la Sibérie. Le village de situe dans la dépression de la Tounka, dépression entre les monts Khamar-Daban avec la Mongolie au sud et par les Alpes de la Tounka, qui bordent directement le village. Ces Alpes de la Tounka, font partie d'un plus grand ensemble, les monts saïan. Elle se situe à l'entrée de la vallée de la rivière Kyngyrga avec à l'est le pic Lyoubvi, culminant à 2 124 m et le pic du 9 mai culminant à 2 495 m à l'ouest.
Le village est situé à 4 km au nord-est du village le plus proche, Tagharkaï et à 32 km au nord-est de Kyren, le centre administratif du raïon. Archan se situe aussi à 355 km d'Oulan-Oudé, à 133 km d'Irkoutsk et à 4 133 km de Moscou.

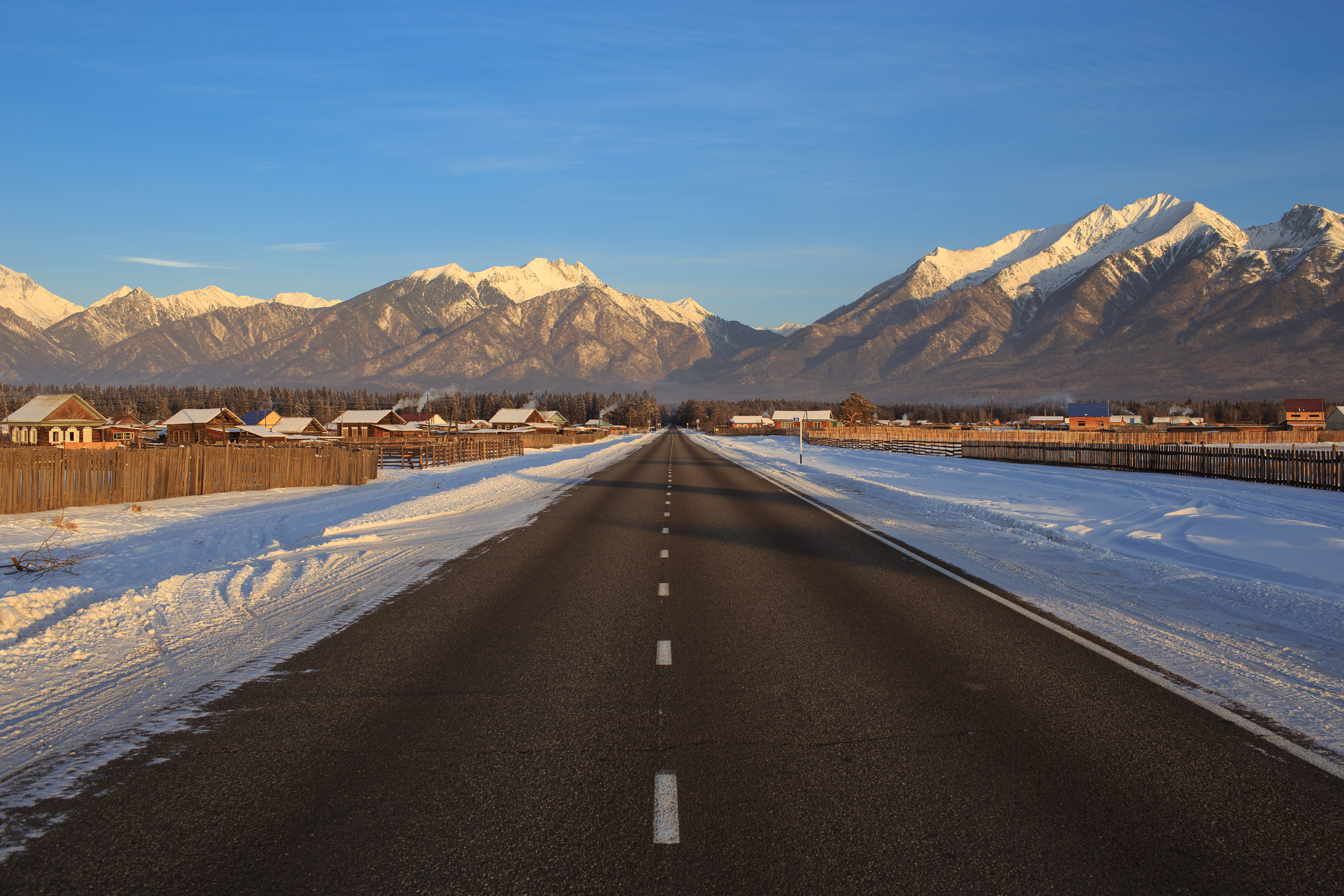
Alpes de la Tounka entourant Archan depuis le village de Khouraï-Khobok. À droite le Pic Lyoubvi et au centre-gauche le pic du 9 mai.

### Climat
Le climat d'Archan est classifié en tant que Dwc par la classification de Köppen. L'amplitude des précipitations est de 80 mm, celle des températures est de 53 °C.
Le climat d'Archan se caractérise par des étés peux chauds, avec soit un ciel nuageux ou pluvieux. Les mois de juillet et août sont les plus pluvieux, et juillet est le mois le plus chaud. C'est en automne qu'Archan a le plus d'ensoilleiment, sans vent.
| Mois                              | jan. | fév. | mars | avril | mai | juin | jui. | août | sep. | oct. | nov. | déc. | année |
| --------------------------------- | ---- | ---- | ---- | ----- | --- | ---- | ---- | ---- | ---- | ---- | ---- | ---- | ----- |
| Température minimale moyenne (°C) | −28  | −25  | −18  | −6    | 1   | 8    | 12   | 10   | 2    | −6   | −18  | −23  | −7    |
| Température maximale moyenne (°C) | −17  | −15  | −3   | 8     | 16  | 23   | 25   | 22   | 15   | 6    | −7   | −14  | 5     |
| Précipitations (mm)               | 15   | 10   | 10   | 15    | 20  | 50   | 90   | 85   | 40   | 20   | 25   | 25   | 405   |

## Faune et flore
Archan s'inscrit dans le parc national de la Tounka, réserseve de biodiversité reflétant la flore et la faune de la Sibérie méridionale et de sa taïga. On trouve ainsi plus de 250 espèces d'arbres ou arbustres, de nombreux poissons , oiseaux, mammifère et quelques amphibiens et reptiles. On retrouve ainsi des pins de Sibérie, mélèzes de Sibérie, des cèdres ainsi que concernant la faune des campagnols roussâtres, des alouettes des champs ou bien des porte-musc de Sibérie.

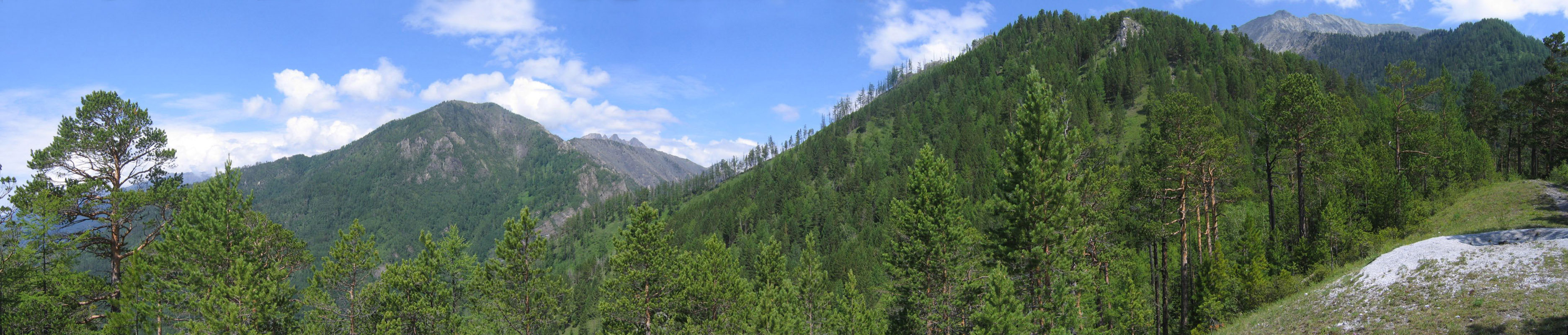
Paysage des Alpes de la Tounka au Pic Lyoubvi en été

## Histoire
Vers la fin du XIXe siècle, un chasseur russe de la région découvre une source thermale à Archan. Une fois de retour chez lui, il en parle au prêtre de son village, qui informe sa hiérarchie.  Le village apparaît la première fois lors d'un rapport d'un missionnaire orthodoxe à l'Université de Tomsk, le 19 août 1894, qui décrit le village (52 habitants au 9 août 1894) et ses sources thermales, dont leurs bienfaits. Le village reçoit la visite d'un botaniste de la Société géographique de la province d'Irkoutsk, qui décrit précisément les sources thermales.
En 1909, la réserve d'Archan est décrétée afin de protéger la rivière Kyngarga et les sources, et la même année, d'autres chercheurs visitent la localité, et l'année suivante le gouverneur de la Sibérie orientale se rend à Archan afin d'aborder le potentiel économique. En 1917, les sources deviennent propriétés de l'État.

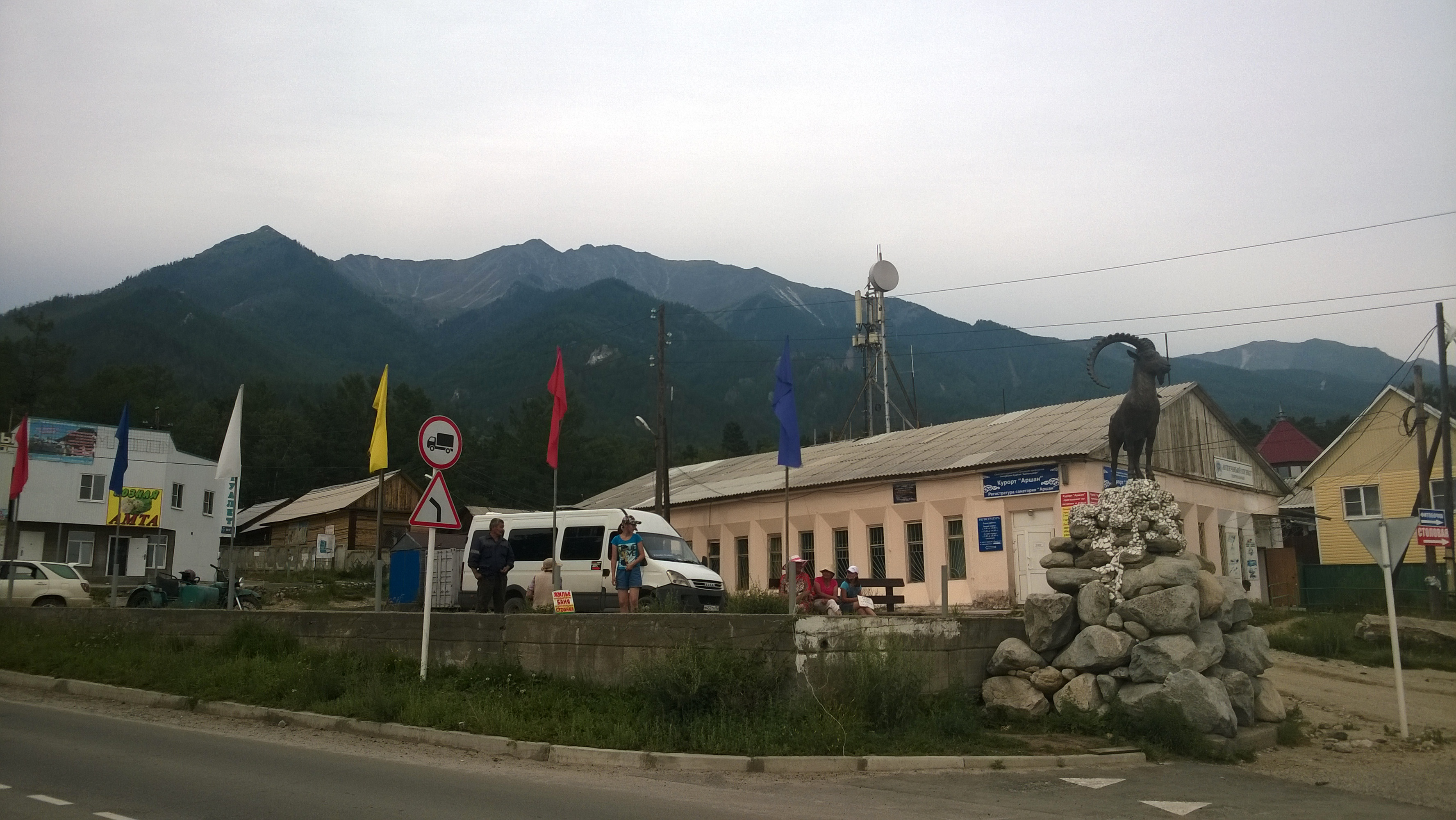
Centre du village

En mai 1920, alors que la Russie est en guerre civile, la dépression de la Tounka, dont le village, est prise par l'armée rouge aux mains des armées blanches. Le village devient alors un centre de guérison pour les troupes blessées de l'armée rouge, avec l'ouverture des bains le 13 juin 1920. Le village commence alors à croître, et des vacanciers commencent à fréquenter la station, avec un petit barrage en 1926 et usine d'eau minérale en 1927, arrêtée peu après avec la reprise de l'exploitation en 1951. Les années 1930 voient la construction de bâtiments et services destinés aux visiteurs (dispensaire, solarium, sanatorium, etc.).
Le village devient une station balnéaire le 17 décembre 1975, et le 3 mai 1979, il reçoit le statut d'établissement rural. Un second sanatorium est construit en 1988,.
En 2014, le village est touché par une coulée de boue, détruisant 21 maisons et en inondant 82 autres.

## Population
Recensement et estimations de la population:
| 1979* | 2002* | 2010* | 2012  | 2013  |
| ----- | ----- | ----- | ----- | ----- |
| 6 141 | 2 256 | 2 654 | 2 720 | 2 718 |

| 2014  | 2015  | 2016  | 2017  | 2018  |
| ----- | ----- | ----- | ----- | ----- |
| 2 711 | 2 665 | 2 604 | 2 553 | 2 504 |

| 2019  | 2020  | 2021  | 2022  | - |
| ----- | ----- | ----- | ----- | - |
| 2 426 | 2 441 | 2 485 | 2 511 | - |

## Culture locale et patrimoine

### Tourisme
L'économie de la ville est basée quasi exclusivement sur le tourisme, avec les sources thermales, mais aussi de par son patrimoine. Cela permet au village d'être auto-suffisant, et de ne pas dépendre d'aucune subventions. Le village peut ainsi financer un office de tourisme depuis 2012 ainsi que le nettoyage des sites, à cause des déchets et du manque de connaissance des touristes. En effet, dans le bouddhisme, il y a une tradition d'attacher ou de donner des cadeaux. Les touristes croient qu'en attachant des rubans ou en jetant des pièces, des offrandes sont faites, mais la population locale, qui s'oppose à ses pratiques, s'efforce de dire que des cadeaux peuvent être faits qu'avec des rituels. Le village attire aussi les habitants des autres villages pour travailler à Archan.
Une partie du tourisme vient du culte du bouddhisme, pratiqué par les bouriates, avec les légendes des bouriates qui entourent certains lieux (Pic Lyoubvi, signifiant Pic de l'Amour, ou les cascades), et des temples qu'ils ont construits, comme le temple Khoimor. Il y a aussi une église orthodoxe dédiée aux apôtres Pierre et Paul.

Patrimoine culturel d'Archan
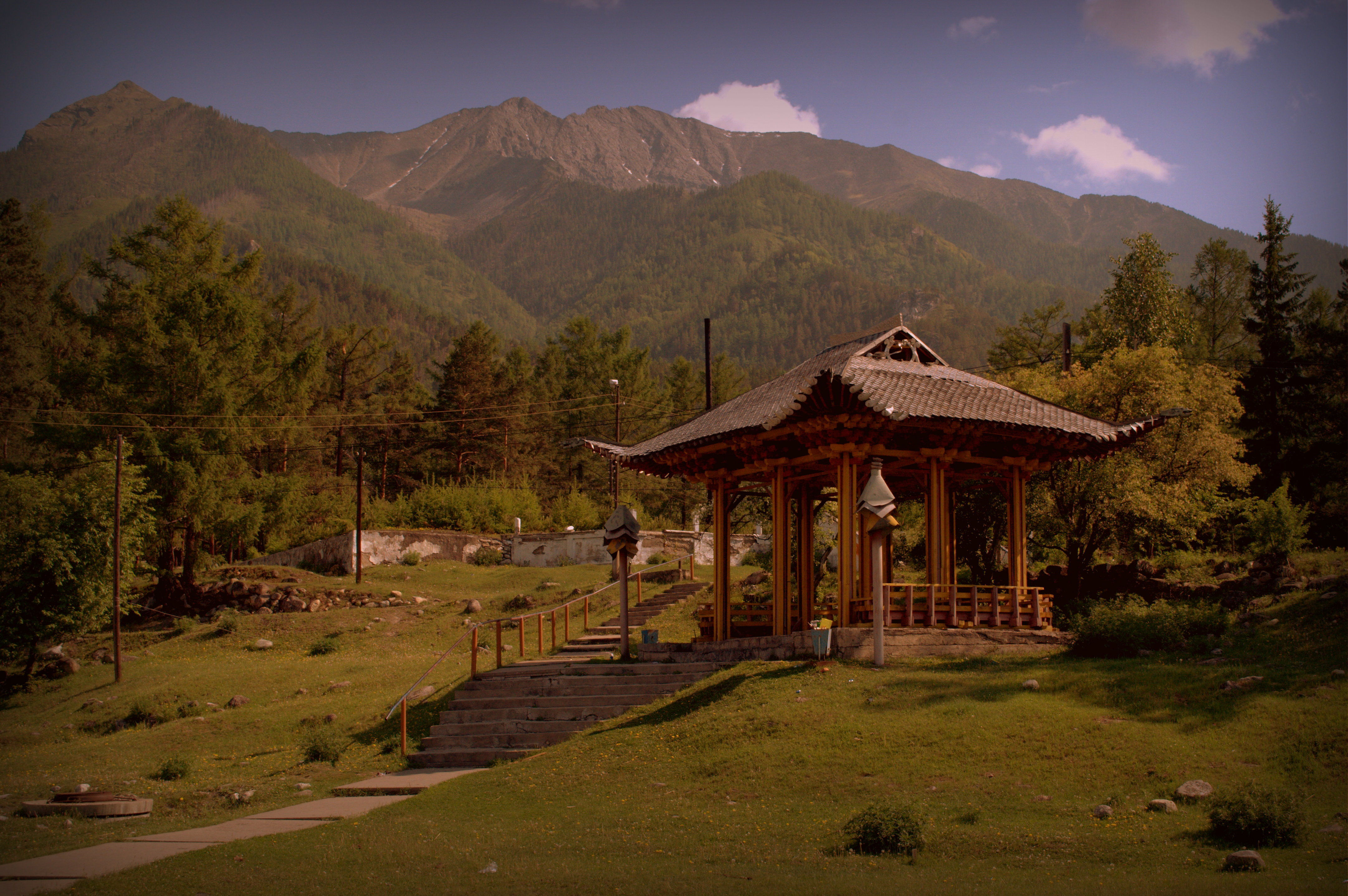
Kiosque d'architecture bouddhiste.
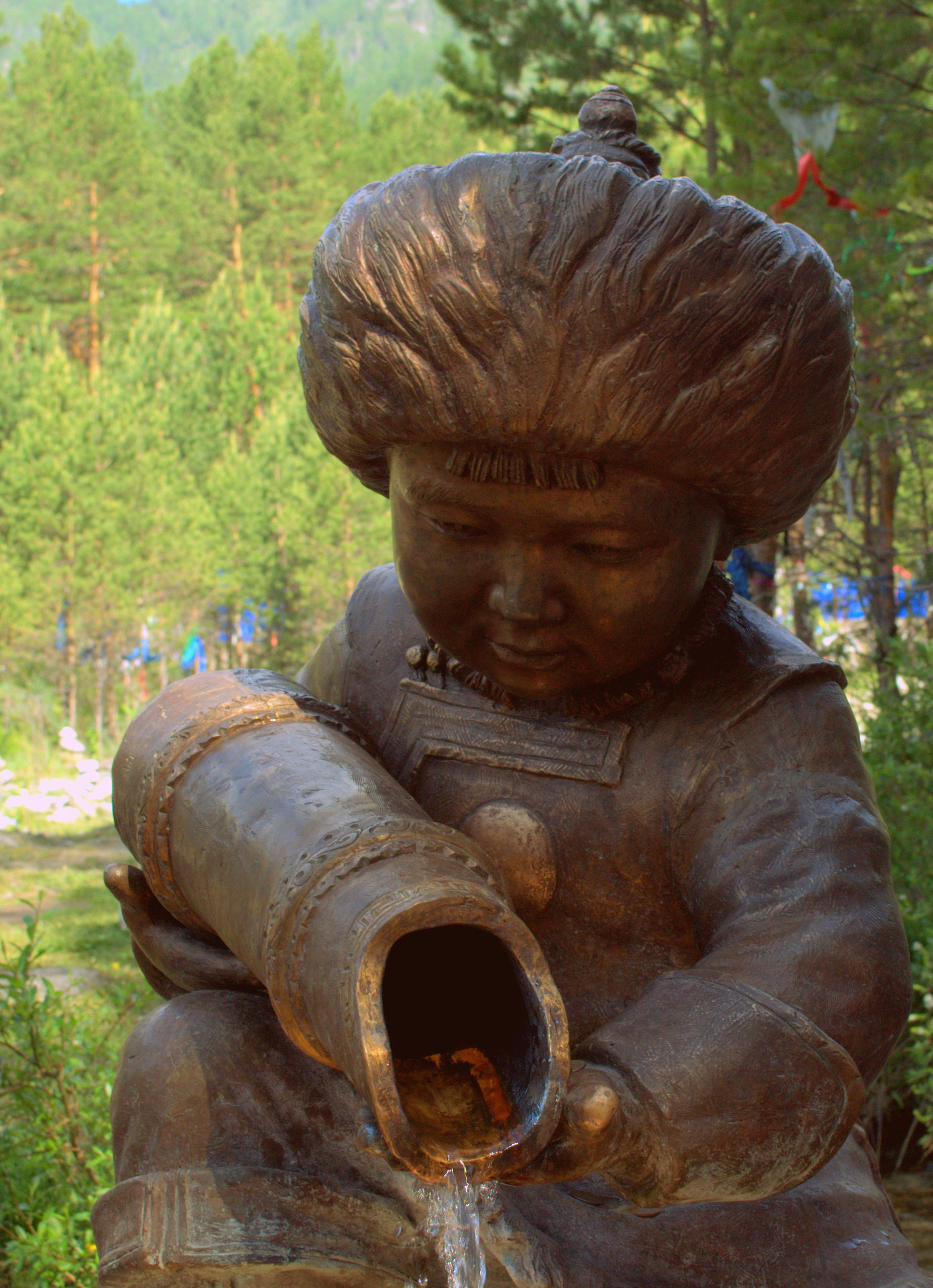
Statue d'un garçon bouriate à une source.
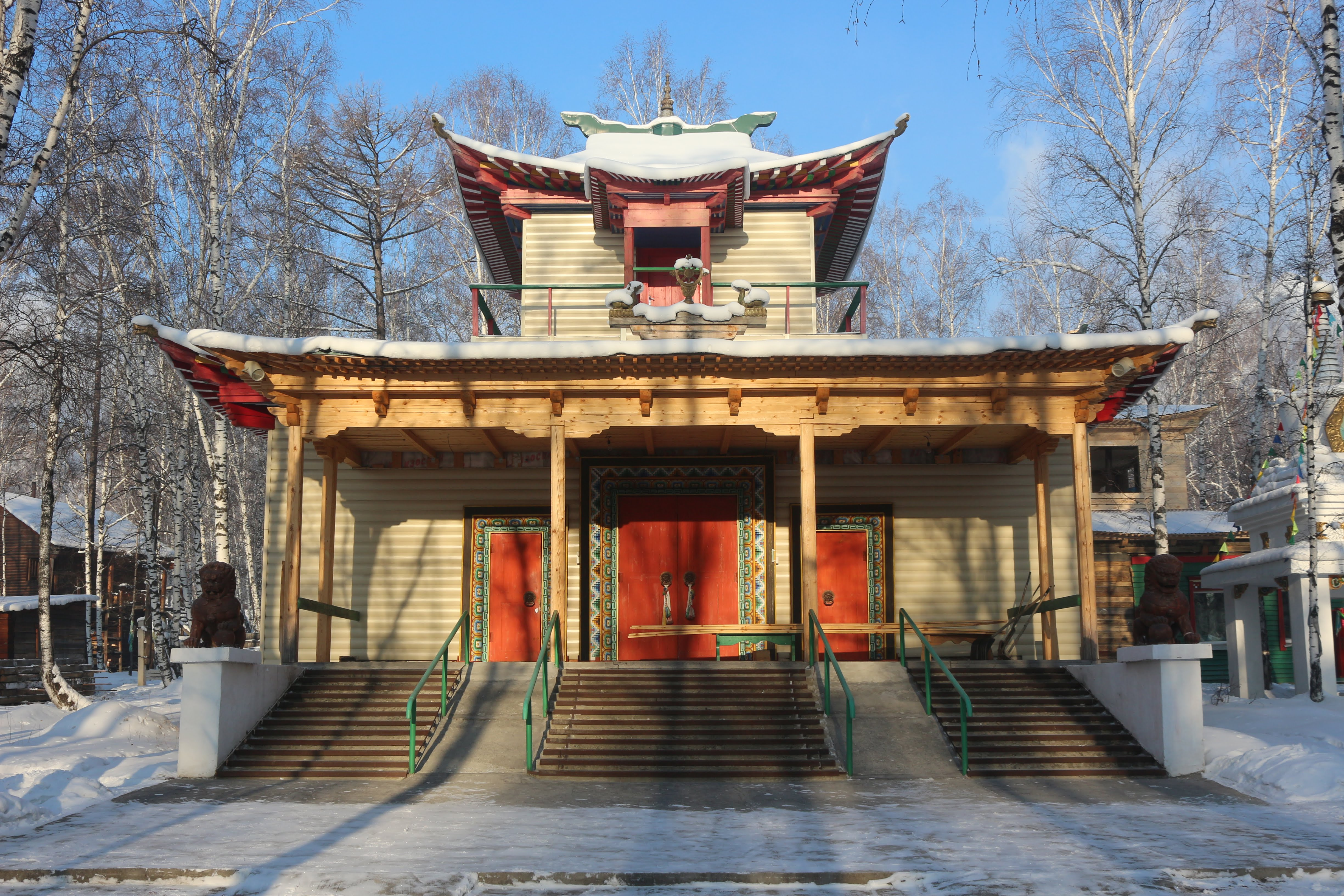
Temple bouddhiste en ville.
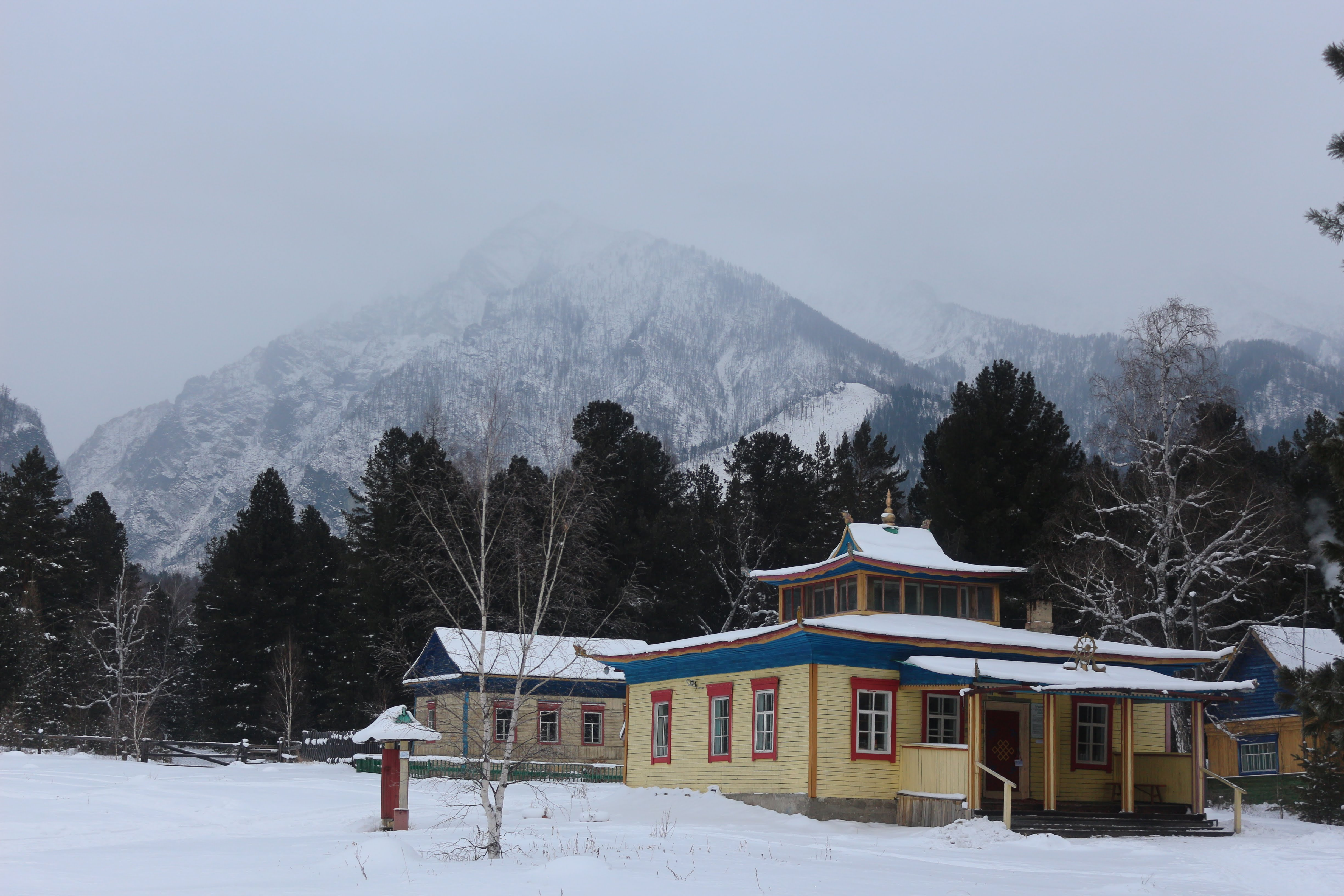
Temple Khoimor.
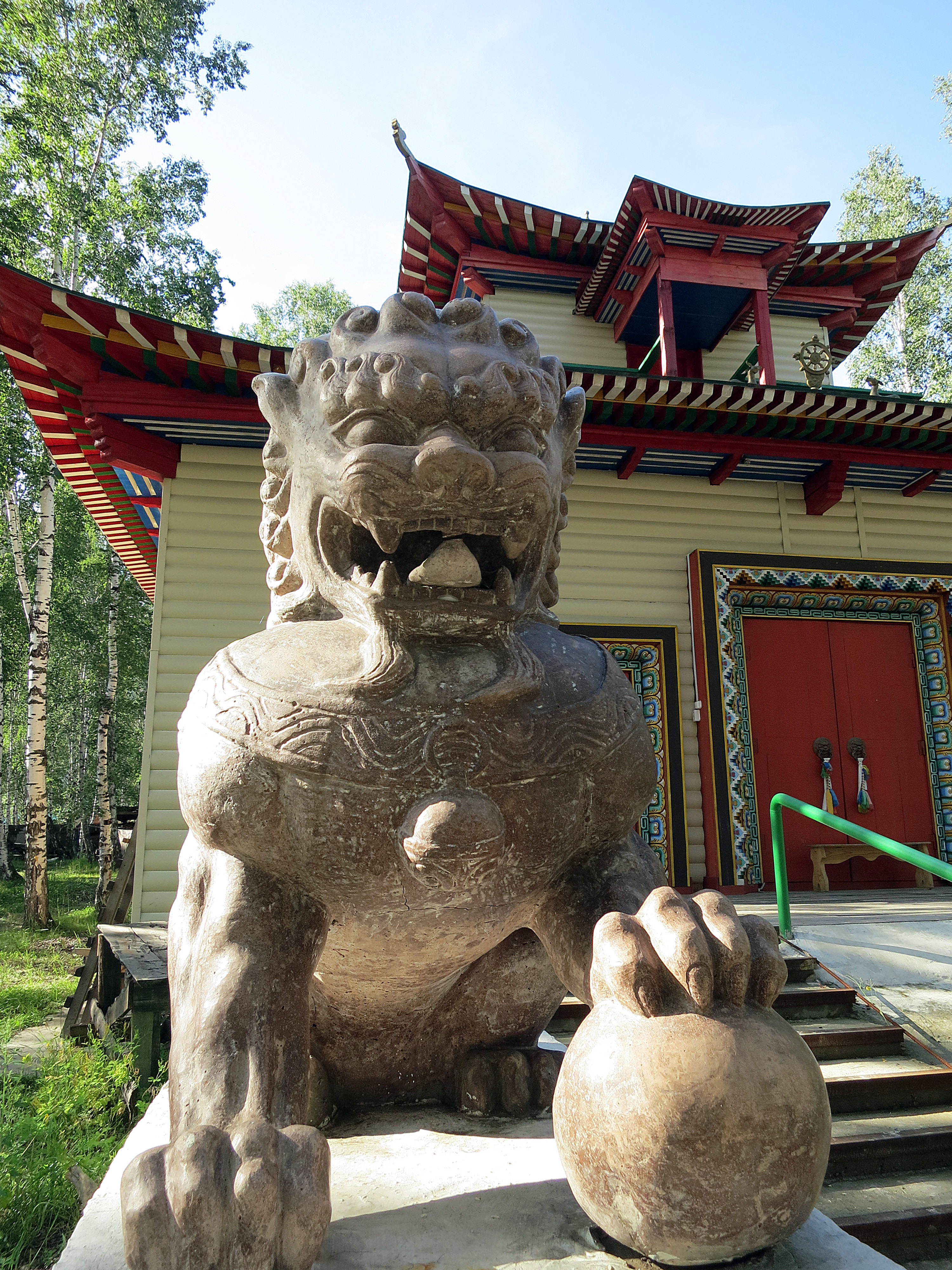
Statue au temple Khoimor .
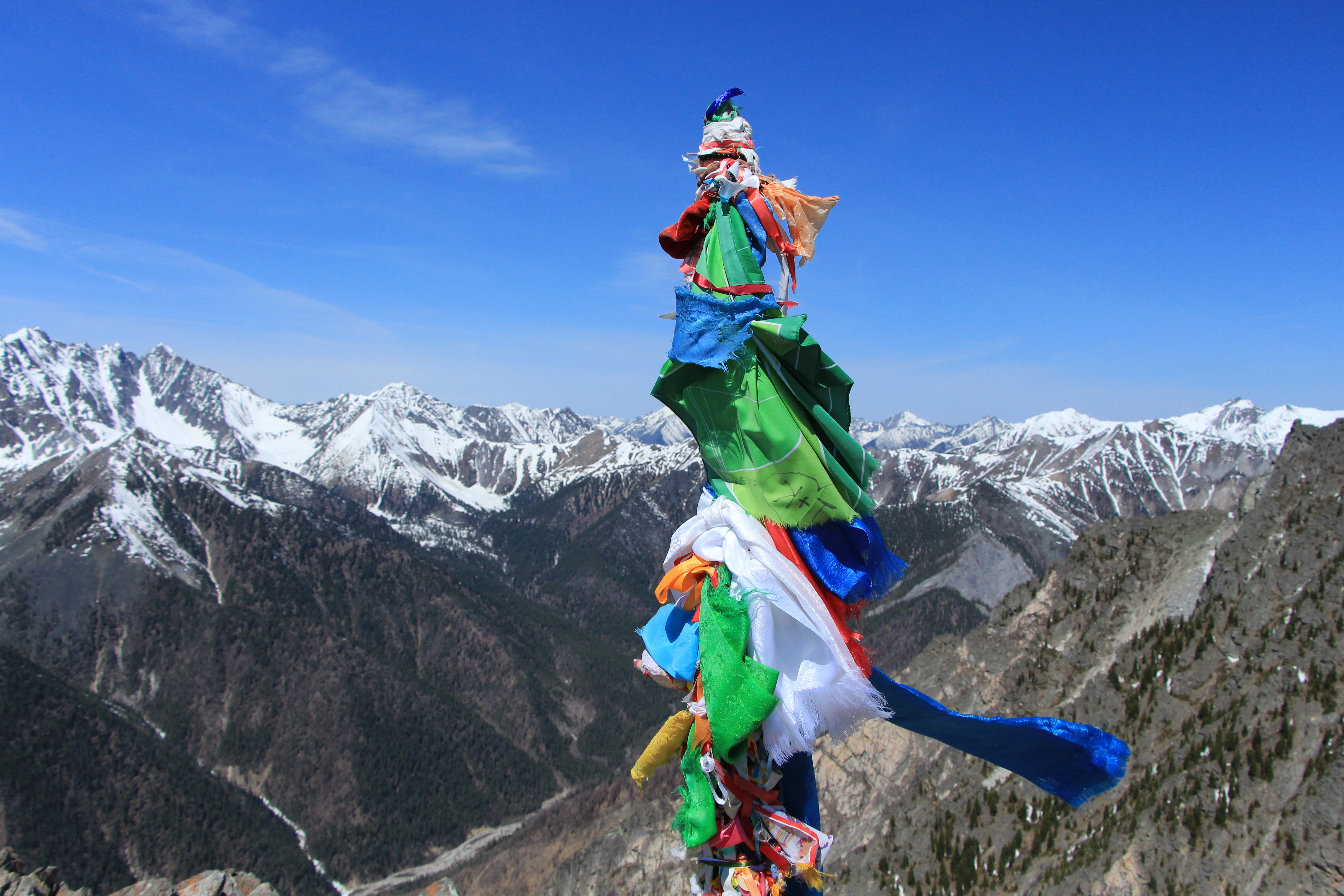
Rubans attachés au Pic Lyoubvi

#### Station thermale
Archan dispose de deux sanatoriums, l'Arshan et le Sayany. Leurs eaux thermales carboniques peu minéralisées traiteraient certaines maladies du système digestif et du métabolisme. Plusieurs thérapies sont pratiquées dans ces sanatoriums, telle que la balnéothérapie, la climatothérapie ou les boues thérapeutiques. Les eaux contiennent de la silice, des hydrocarbonates, du magnésium et du calcium.

#### Patrimoine naturel
Les alentours d'Archan sont classés dans le parc national de la Tounka, et ils existent de nombreux lieux touristiques, et de nombreux parcours de randonnée. La randonnée la plus populaire est celle vers le pic Lyoubvi, longue de 10 heures aller-retour mais qui offre un panorama imprenable sur la dépression. Une autre randonnée permet d'aller vers le lac de cristal, lac de saumure de montagne à 1 776 mètres d'altitude. Il y a aussi les cascades de la rivière Kyngyrga dans la vallée de cette dernière, avec 12 cascades dont la plus grande fait 10 mètres.
Au sud-est du village se trouve deux volcans éteints, le sommet Talskaïa le volcan Tchersky, issus du rift Baïkal.

Patrimoine naturel d'Archan
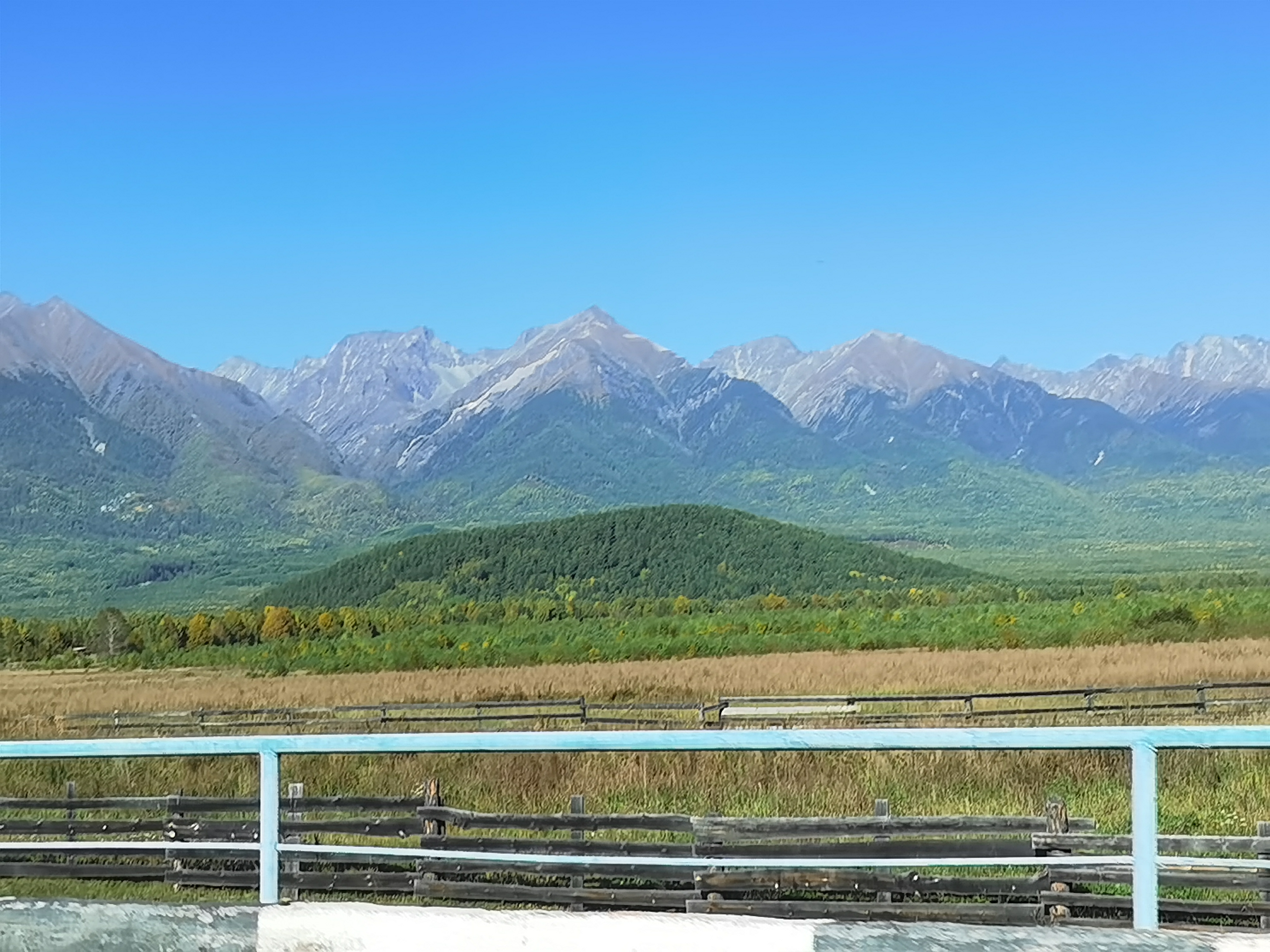
Volcan Tchersky.
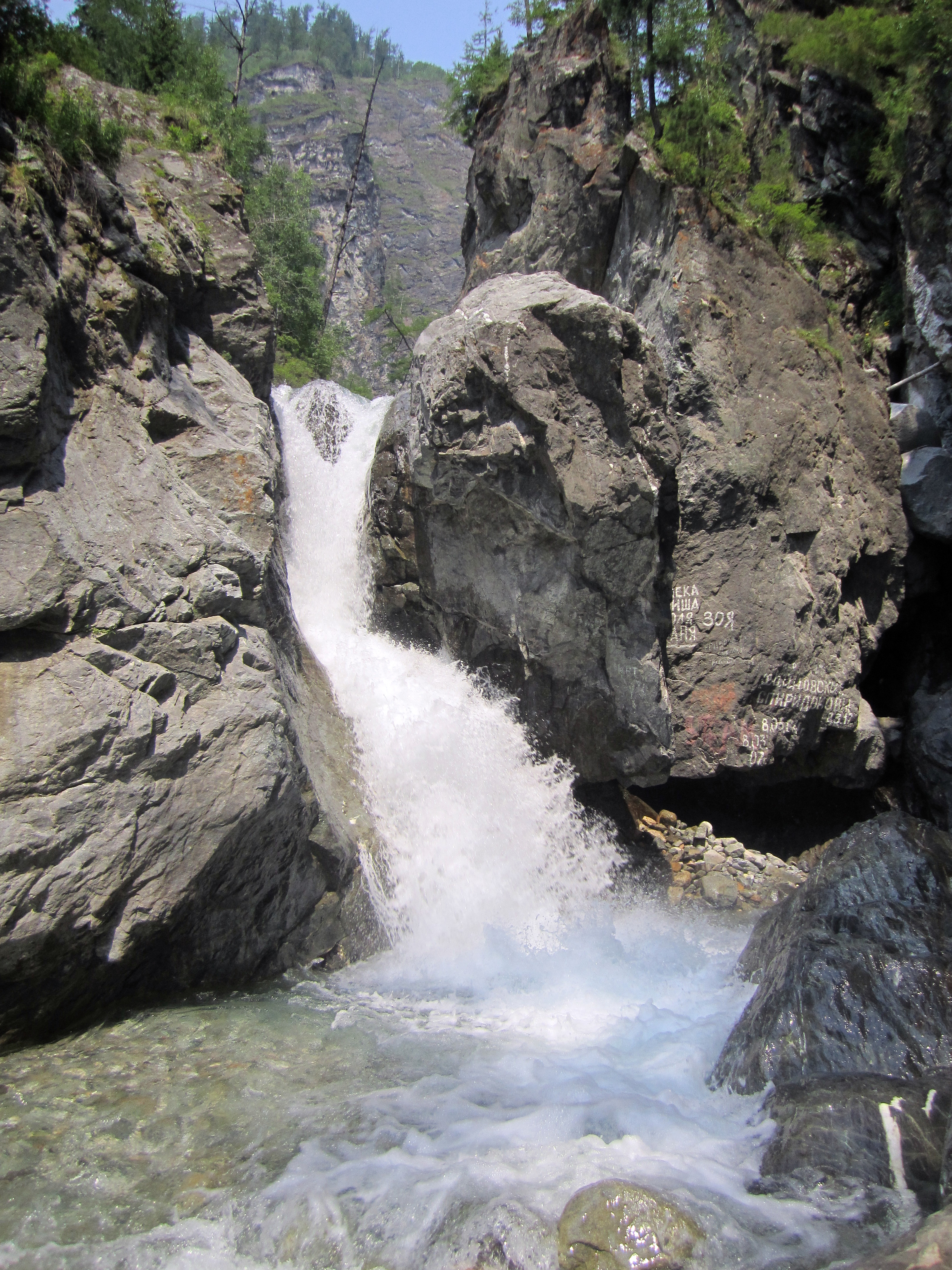
Une des cascades de la Kyngyrga.
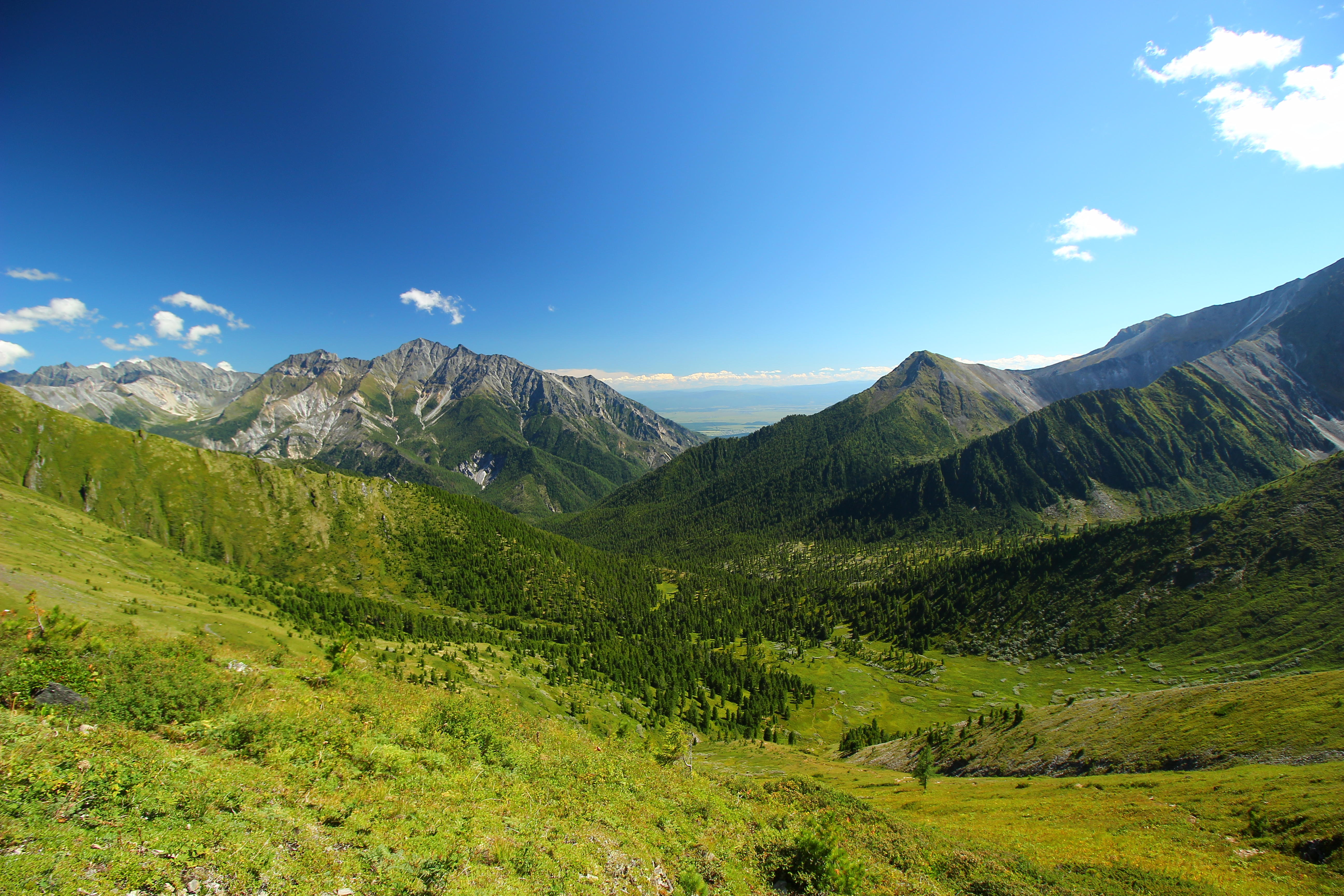
Vallée de la Kyngyrga avec le Pic Lyoubvi au centre.
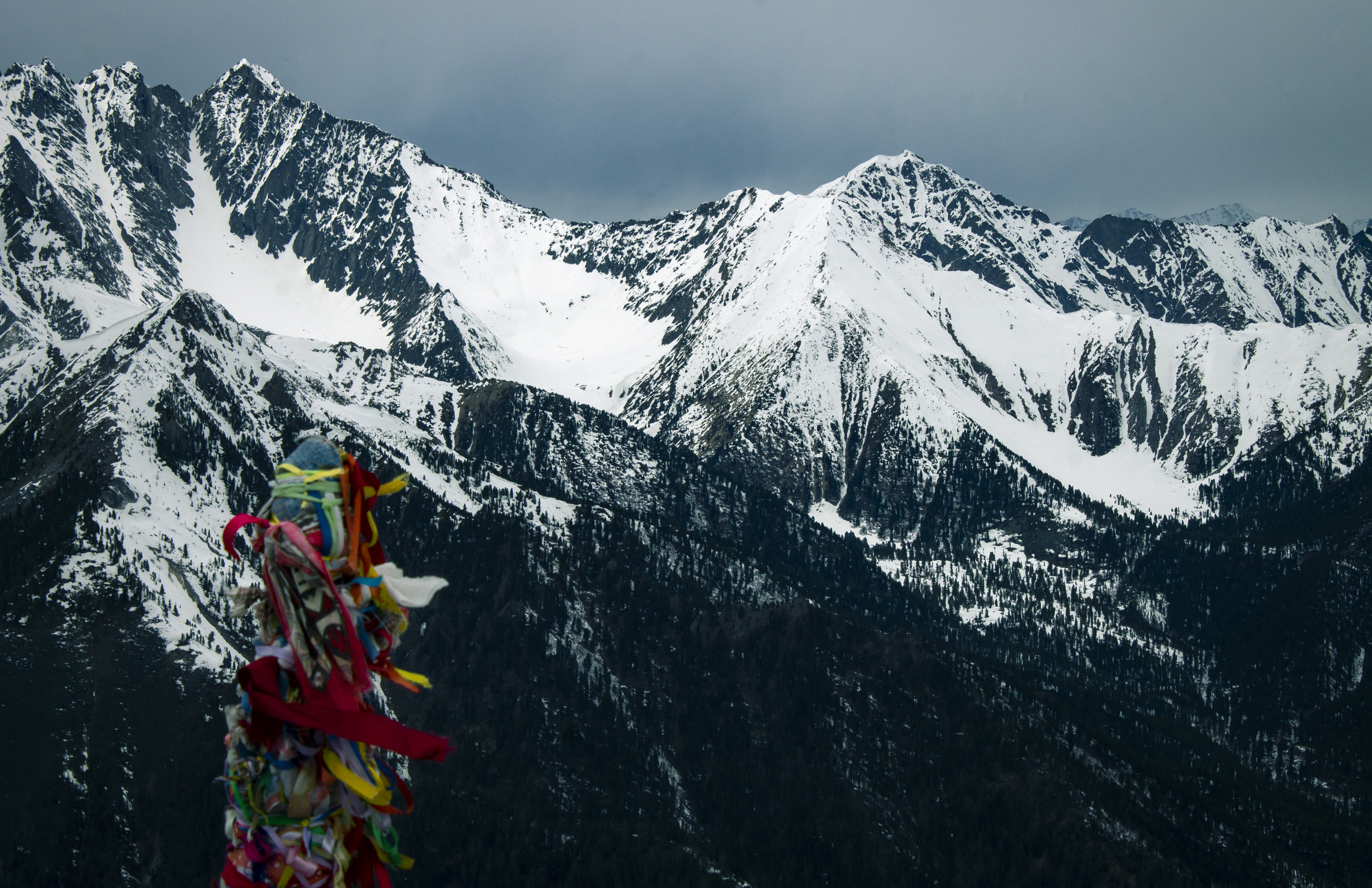
Montagnes enneigées avec le Pic du 9 mai à gauche.
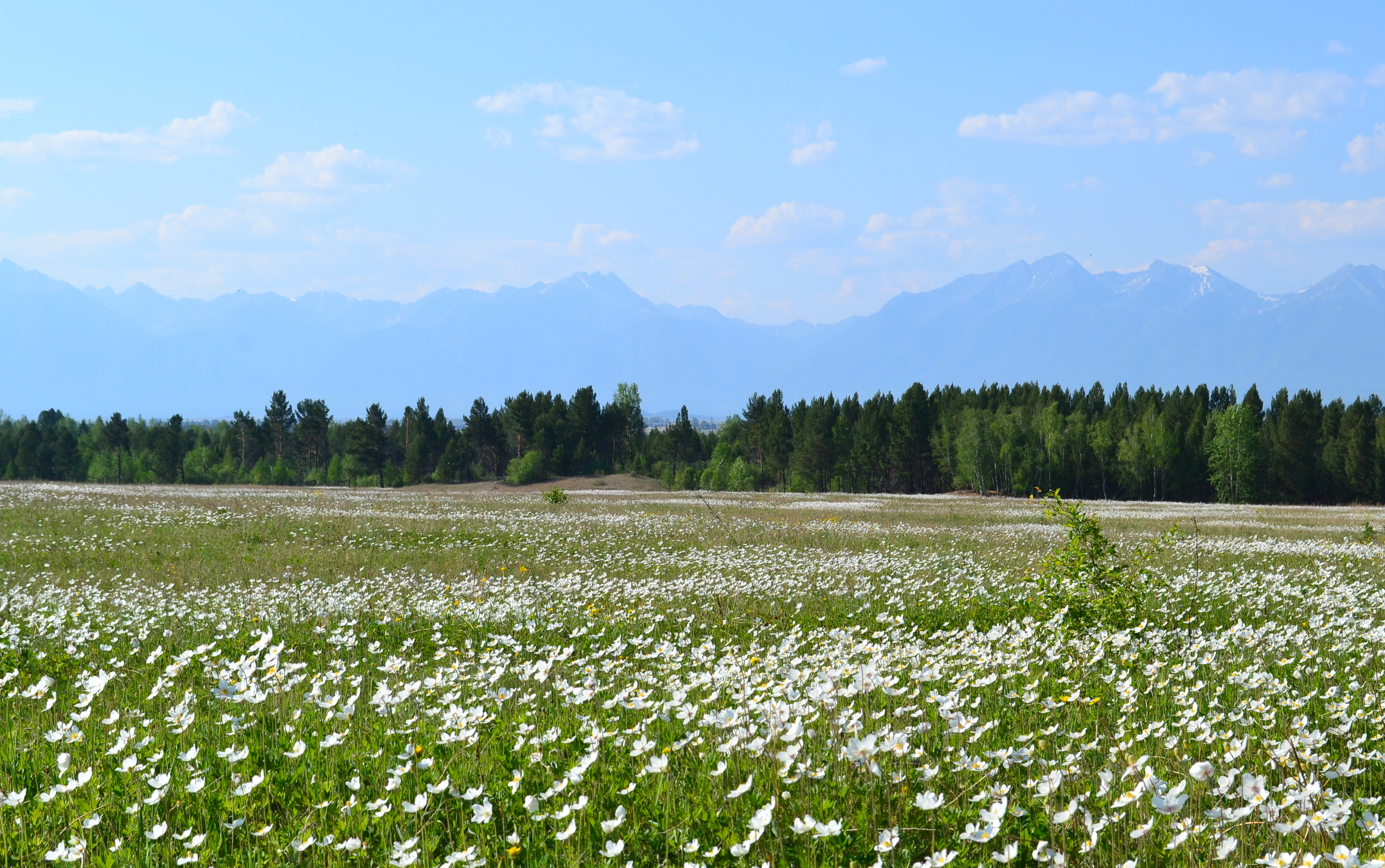
Champ d'anémones sauvages .
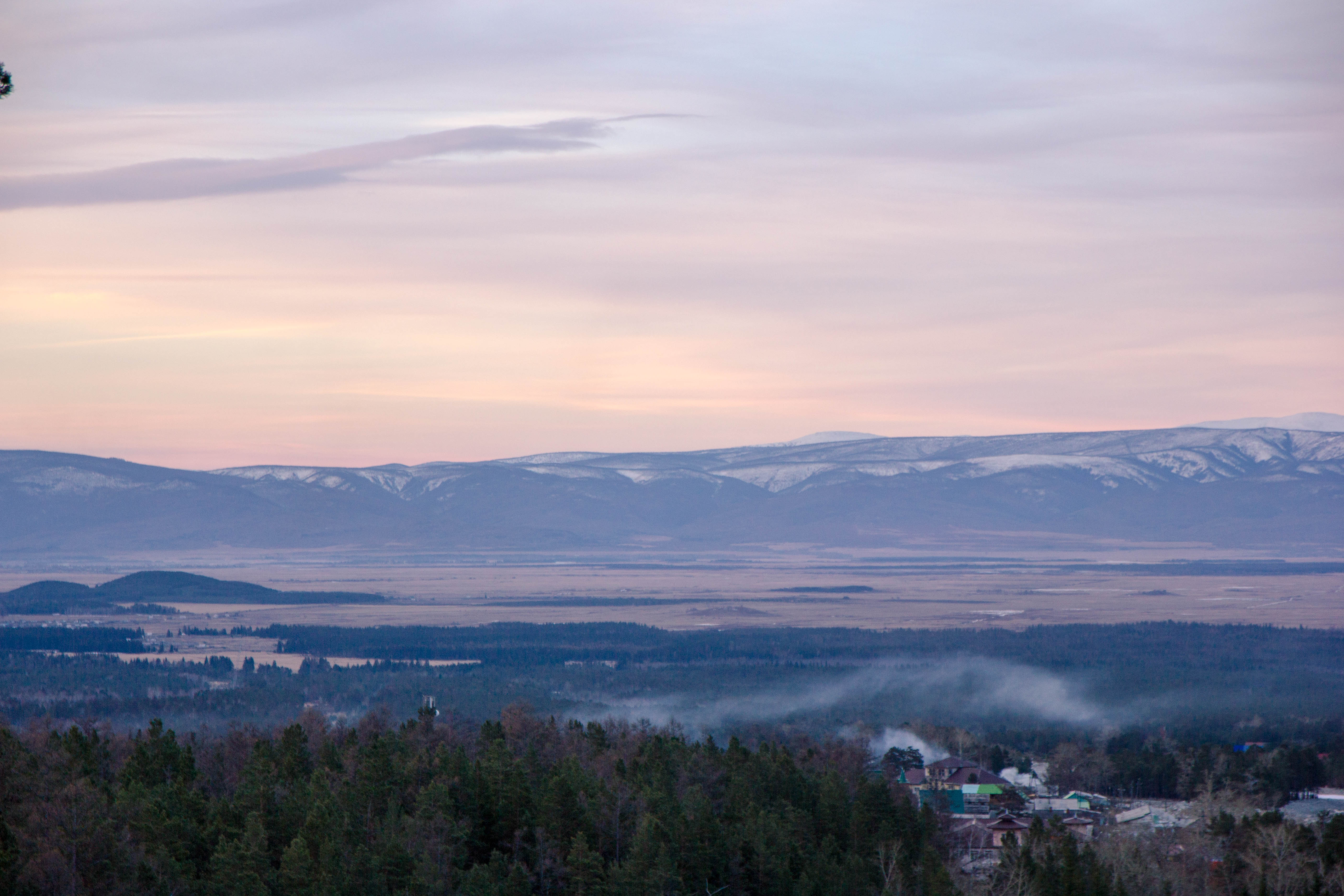
L'aube à Archan

## Transport
Le village est relié au réseau routier russe par la route régionale 03K-033, connectée à la route A333 à une vingtaine de kilomètres du village. Cette route se dirige à l'ouest vers la Mongolie et à l'est vers Koultouk où elle rejoint la R258, route allant d'Irkoutsk à Tchita.

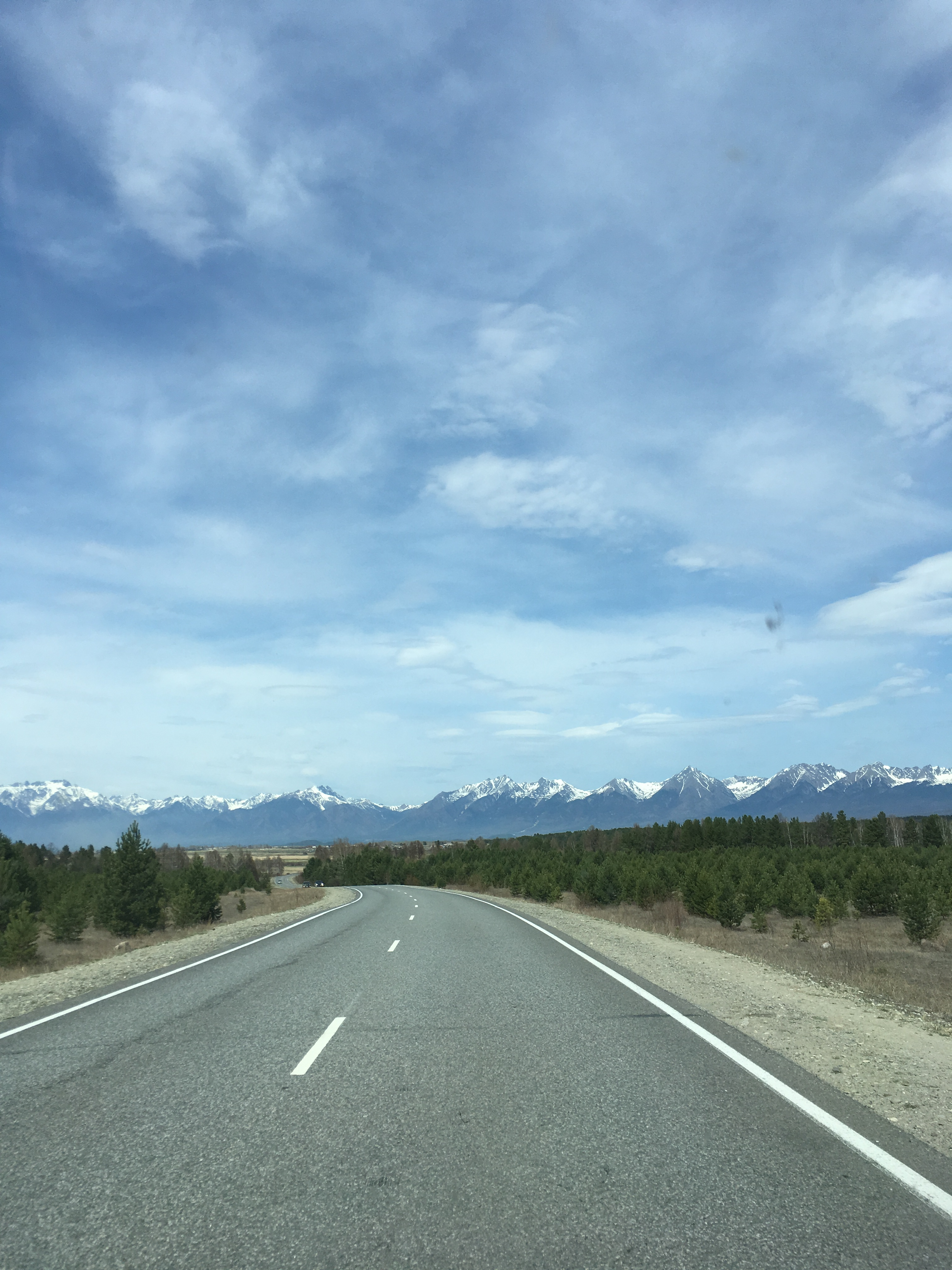
La route vers Archan

L'aéroport le plus proche est celui d'Irkoutsk et les gares les plus proches sont celles de Koultouk et Slioudanka. La ville est reliée par bus à Slioudianka, Kyren, Irkoutsk et Oulan-Oudé.